# Tierpark Fauna
Koordinaten: 51° 12′ 48,4″ N, 7° 4′ 59,8″ O
Der Tierpark Fauna ist ein ganzjährig geöffneter rund drei Hektar großer Tierpark in Solingen-Gräfrath. Er liegt nordöstlich des Zentrums Gräfraths in der Gräfrather Heide an der Lützowstraße. Organisiert ist er als Natur- und Vogelschutzverein Tierpark Fauna e. V.

## Tierbestand
Nach eigenen Angaben beherbergt der Tierpark etwa 300 Tiere in 80 Arten. Der ursprünglich als Heimattierpark eröffnete Tierpark entwickelte sich im Laufe der Jahre zu einer Einrichtung mit gemischtem Tierbestand aus heimischen und exotischen Arten.
Unter den Vögeln sind Fasane und Uhus neben Singvögeln, Papageien, Sittichen und Wasservögeln zu sehen. In einem Affenhaus sind Weißbüschelaffe, in einem Terrarienhaus Schlangen, Echsen, Trauerwarane, Schildkröten und andere Terrarienbewohner untergebracht.
Weiter hat der Tierpark Lamas, Nandus, Stachelschweine, verschiedene Schildkrötenarten, Erdmännchen, Bennett-Kängurus, einen Tayra, Waschbären, Muntjaks, Zwergziegen, Ouessantschafe, Damhirsche, Mufflons, Zwergzebus, Alpakas, Zwergesel und Minischweine. 2024 sind Zwergotter hinzugekommen.

## Geschichte

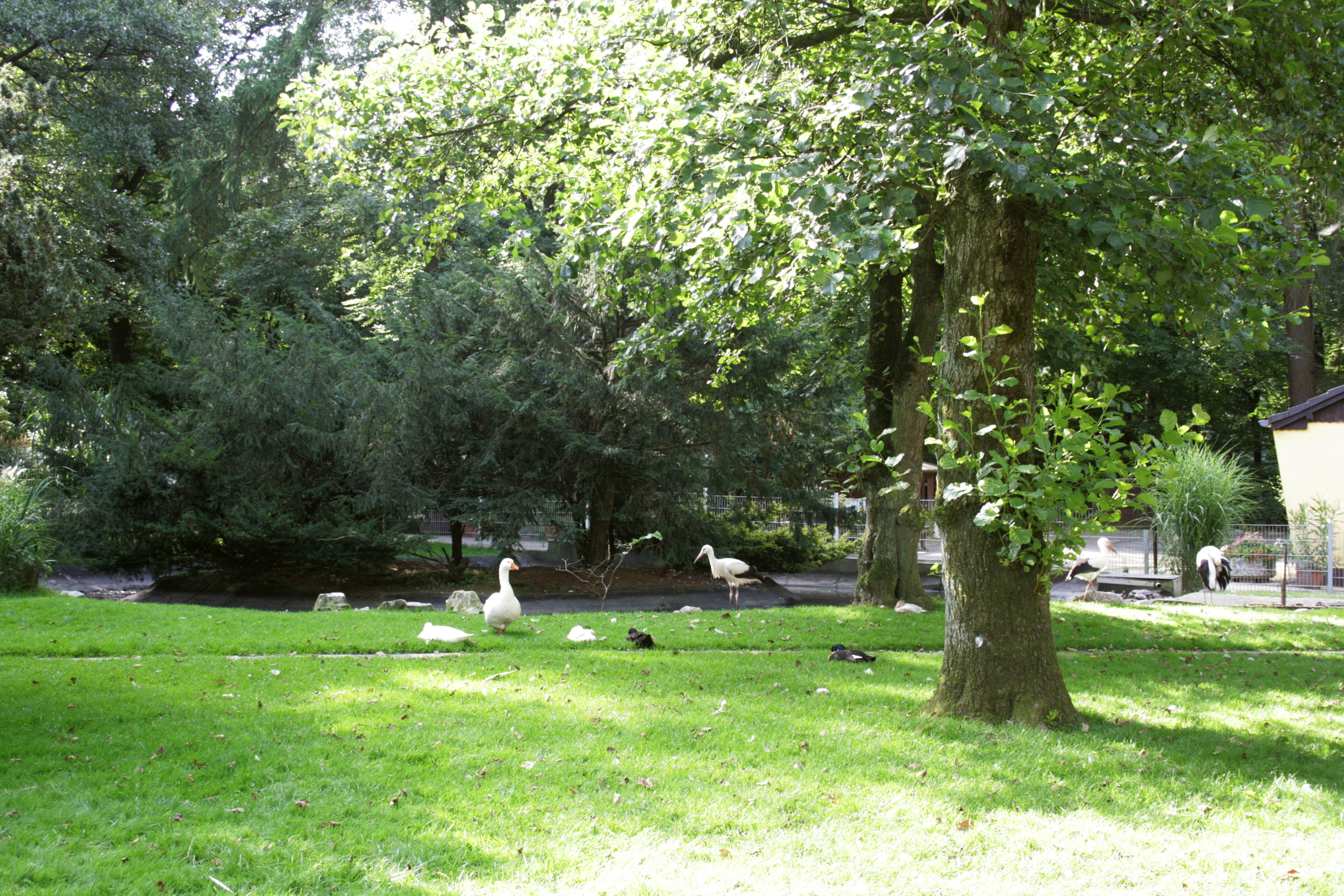
Idylle im Park

Der gebürtige Wuppertaler Wilhelm Eisenbart (1901–1970) zog 1932 nach Gräfrath und trat im selben Jahr dem Ziergeflügelzuchtverein Fauna bei. Dieser Verein hatte das Ziel, einen Heimattiergarten in der Gräfrather Heide zu schaffen. Mit dem Aufbau des Tierparks wurde der Verein in Natur- und Vogelschutzverein Fauna umbenannt.
Aufgrund des Zweiten Weltkrieges wurde der Park 1942 geschlossen. Eisenbart initiierte 1949 das Wiederaufleben der Vereinstätigkeit und als Vorsitzender den Wiederaufbau des Heimattiergartens. Die Wiedereröffnung erfolgte Pfingsten 1951. Aus gesundheitlichen Gründen legte Wilhelm Eisenbart seine Ämter 1968 nieder, er starb 1970.
Sein Sohn Reinold Eisenbart (1926–2021), seit 1951 Mitglied im Verein, übernahm darauf den Vorsitz. Bis 1990 war er als Erster Vorsitzender und Geschäftsführer tätig. Er wurde für seine Verdienste unter anderem für seine Tätigkeit für den Tierpark mit dem Verdienstkreuz am Bande des Verdienstordens der Bundesrepublik Deutschland am 16. April 2008 ausgezeichnet. Seit dem 7. Juni 2008 war er offizielles Ehrenmitglied des Vereins.
Eine Finanzkrise erlitt der Verein im Winter 2004/05. Ein Neuanfang erfolgte Anfang 2006 mit einem neuen Vereinsvorstand. Erster Vorsitzender ist nun Ulrich Schramm und zweiter Vorsitzender, nach dem Tod von Gerd Postelmann (Ehrenmitglied) im August 2020, ist Martin Holzapfel. Die Geschäftsführerin Vera Schramm ist die Tochter von Reinold Eisenbart.

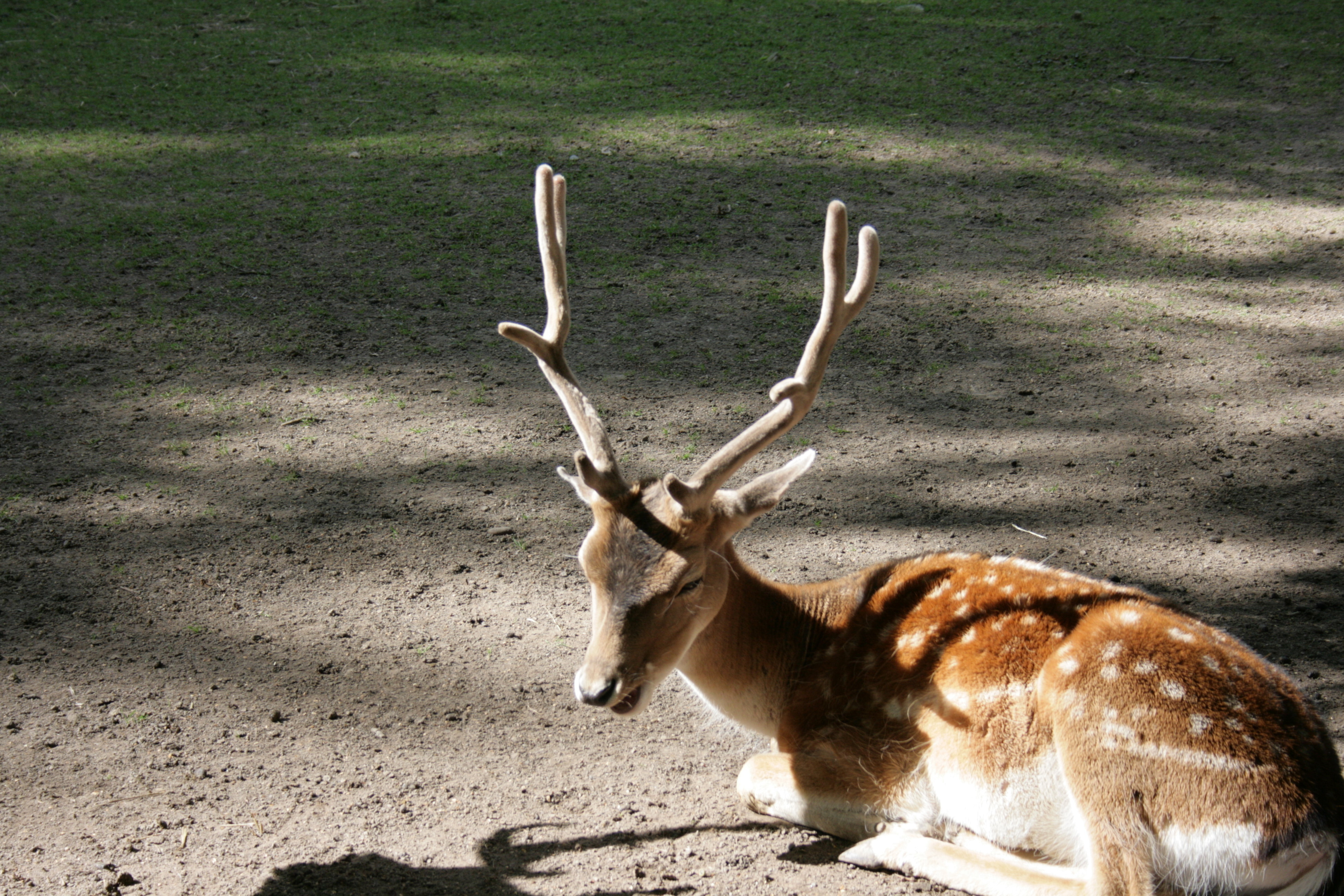
Damhirsch
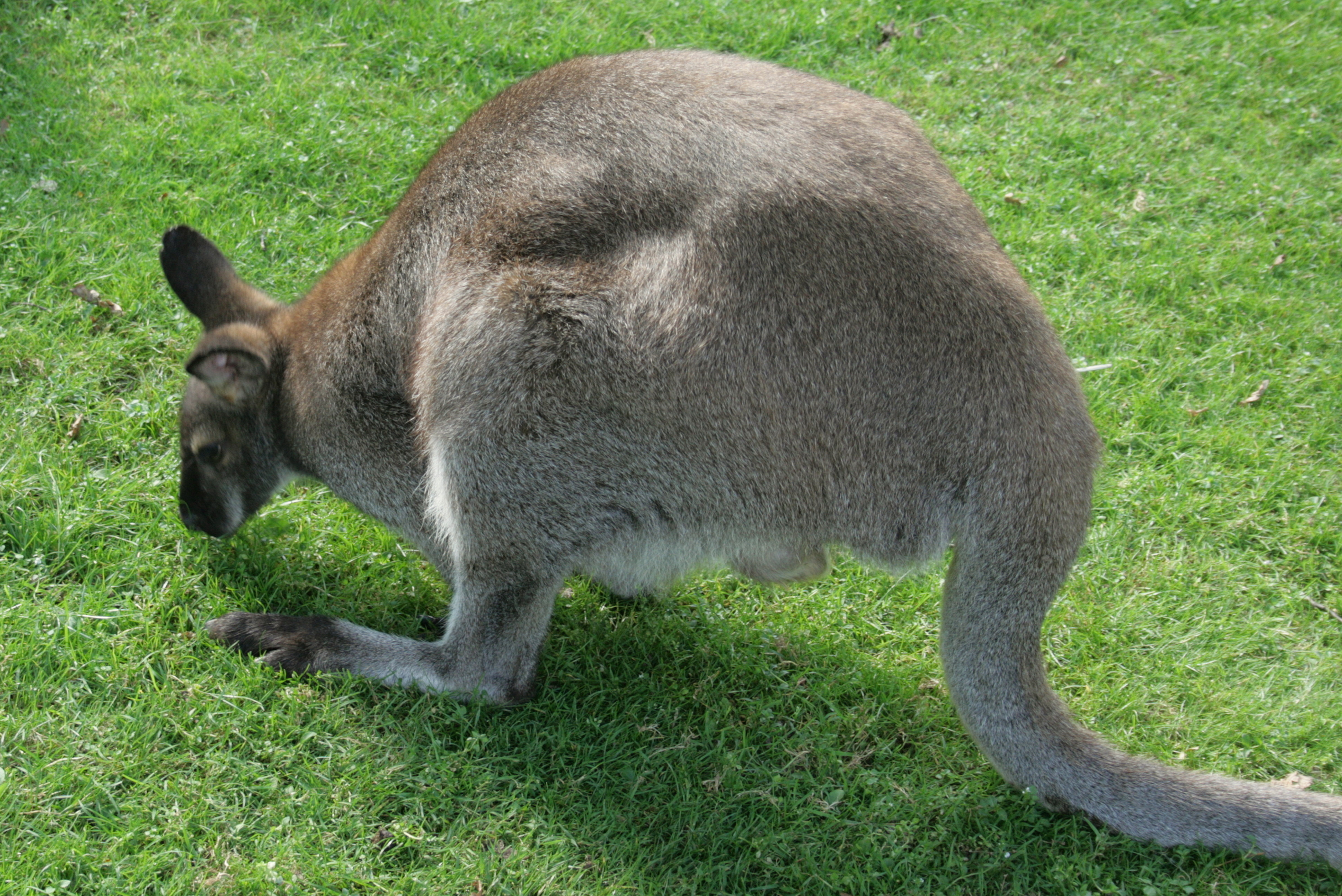
Rotnackenwallaby